# Tatiana Nascimento
tatiana nascimento
Tatiana Nascimento, née en 1981 à Brasilia, est une autrice, traductrice et universitaire brésilienne.

## Biographie
Tatiana Nascimento naît à Brasilia en 1981. Elle étudie les lettres à l'Université de Brasilia puis obtient un doctorat en études de traduction à l'Université fédérale de Santa Catarina.
À 35 ans, elle publie lundu, son premier recueil de poésie, chez Padê Editorial. Ce recueil est sélectionné par le Projeto Nacional Leia Mulheres dans la catégorie « Meilleurs livres de 2016 ». Il est également « Livre du mois » en mai 2018 pour le projet Lendo Mulheres Negras de Salvador, puis à nouveau en décembre 2017 du club de lecture du même projet à Brasilia.
Son deuxième livre de poèmes, mil994, paraît en 2018 chez Padê. Elle écrit ensuite ses premiers contes, Um ebó de boca y otros [silêncios] et Três tigres tortas, publiés par Martelo Casa Editorial de Goiânia et sortis exprès le Jour national de la visibilité lesbienne (pt). Ensuite, elle sort Palavra preta en 2019, 07 notas sobre o apocalipse, ou, poemas para o fim do mundo chez K'A1m à Rio, cuírlombismo literário: poesia negra lgbtqi desorbitando o paradigma da dor, un essai, chez n-1, et um sopro de vida no meio da morte chez Macondo Editora. Son premier roman, Água de maré, a pour thème l'afrofuturisme.

## Thèmes littéraires
Le « cuirlombismo » est un mot-valise inventé par Tatiana Nascimento à partir de « cuir » (queer, LGBT) et « quilombismo (pt) », un mouvement littéraire revendiquant les quilombos comme source d'inspiration politique. Son but est de faire ressortir que la dissidence sexuelle est intimement liée au marronnage afro-brésilien. Ainsi, elle a par exemple exploré les caractères queer de certains orisha, par exemple le lesbianisme de Iansã et Oshun, la transidentité d'Otim (pt), ou encore la représentation du phallus d'Eshu par des godemichets.
L'appropriation des langues coloniales est un thème travaillé par Nascimento dans ses traductions d'Audre Lorde et May Ayim.